# Manuel Martín Cuenca
Manuel Martín Cuenca (El Ejido, Almería, 30 de novembre de 1964) és un director de cinema i guionista espanyol. Entre les seves pel·lícules més importants figuren títols com La flaqueza del bolchevique, La mitad de Óscar, Caníbal o El autor.

## Biografia
Manuel Martín Cuenca va néixer a El Ejido (Almeria) el 30 de novembre de 1964 i allí va passar la seva infància i joventut. Va estudiar Filologia Hispànica en la Universitat de Granada i es va llicenciar en Ciències de la Informació en la Universitat Complutense de Madrid (1989).
En 1988 va començar a treballar professionalment al cinema com assistent de direcció, script i director de repartiment, col·laborant amb directors com Felipe Vega, Alain Tanner, Mariano Barroso, José Luis Cuerda, Icíar Bollaín o José Luis Borau, entre d'altres. En 1999 comença a escriure i dirigir les seves pròpies pel·lícules tant en el gènere documental com en la ficció. Durant aquests anys treballa també com a professor de direcció i interpretació en diferents escoles de cinema d'Espanya i Cuba. Col·labora amb alguns periòdics i publicacions, i escriu una novel·la i diversos llibres de cinema.
Ha escrit i dirigit els curtmetratges El día blanco (1991), Hombres sin mujeres (1998) i Nadie (Un cuento de invierno) (1999), amb el qual obté nombrosos premis nacionals.
En 2001 escriu i dirigeix un llargmetratge documental, El juego de Cuba, que guanya nombrosos premis internacionals, entre els quals destaquen el primer premi del Festival de Màlaga, La CinemaFe de Nova York, la secció oficial d'Amsterdam o la nominació al Millor Documental Estranger en els Grierson Awards de la BBC. És exhibit en televisions de tot el món en més de vint països.
En 2003 participa en el Festival Internacional de Cinema de Sant Sebastià en la secció Zabaltegui amb la seva primera pel·lícula de ficció com a director i coguionista, La flaqueza del bolchevique, on va obtenir molt bones crítiques i va ser nominada a cinc premis del Cercle d'Escriptors Cinematogràfics o al Goya al Millor Guió Adaptat i a la Millor Actriu Revelació, que va guanyar María Valverde.
Dos anys més tard, en 2005, estrena en la secció oficial de Sant Sebastià la seva segona pel·lícula de ficció com a director i coguionista, Malas temporadas, amb la qual també obté molt bones crítiques i nombrosos premis internacionals, entre ells la nominació al Goya a la seva Millor Actriu Protagonista, Nathalie Poza.
En 2009 estrena al Festival de Màlaga de Cinema Espanyol un nou llargmetratge documental, com a director i coguionista Últimos testigos: Carrillo comunista, que és nominat Goya al Millor Documental i obté el Premi Turia al Millor Documental de l'any.
El 2004 funda La Loma Blanca P. C., amb la qual col·labora en diverses de les seves pel·lícules com a productor. Aquesta companyia produeix en 2010 La mitad de Óscar, en la que també va treballar com a director i coguionista.
El 2009 funda l'editorial Lagartos Editores, qque es dedica a fer costat a joves autors andalusos i que llança una col·lecció de llibres de cinema: Lagartos de Cine, en la qual s'editen textos cinematogràfics de pel·lícules heterodoxes com La soledad, Lo que sé de Lola, La flaqueza del bolchevique, Mujeres en el parque…

## Premis
XXXII Premis Goya
| Any  | Categoria           | Pel·lícula | Resultat |
| ---- | ------------------- | ---------- | -------- |
| 2017 | Millor director     | El autor   | Nominat  |
| 2017 | Millor guió adaptat | El autor   | Nominat  |

Medalles del Cercle d'Escriptors Cinematogràfics
| Any  | Categoria           | Pel·lícula | Resultat  |
| ---- | ------------------- | ---------- | --------- |
| 2013 | Millo director      | Caníbal    | Guanyador |
| 2013 | Millor guió adaptat | Caníbal    | Guanyador |

## Cinematografia seleccionada
- Criminal (España) (2019) (guionista)
- El autor (2017) (direcció, coproducció i coguionista)
- Caníbal (2013) (direcció, coproducció i coguionista)
- La mitad de Óscar (2010) (direcció, coproducció i coguionista)
- Últimos testigos: Carrillo comunista (documental) (2009) (direcció i coguionista)
- El Tesoro (TV-Movie) (2007) (direcció)
- Adiós (cortometraje) (2005) (producció)
- Malas temporadas (2005) (guió i direcció), amb Javier Cámara, Leonor Watling i Nathalie Poza.
- 11M: Todos íbamos en ese tren (documental) (2004) (guió i direcció del segment Españoles por vía de sangre)
- La flaqueza del bolchevique (2003).
- El juego de Cuba (documental) (2001) (guió i direcció)
- Puntos cardinales (2001) (guió i direcció)
- Nadie (Un cuento de invierno) (2000) (guió)
- Hombres sin mujeres (1998) (direcció)
- El día blanco (1990) (direcció)